# Haraldsborg
Haraldsborg er en historisk ejendom, der lggger tæt på Roskilde Fjord i detnordøstlige Roskilde. I 2017 blev den omdannet til et Julemærkehjem
Haraldsborg kan spores tilbage til den tidlige middelalder, hvor det var en tidlig borg opført af Harald Kesja.

## Historie

### Haralds fæstning
Ifølge Saxo Grammaticus blev Haraldsborg opført af Harald Kesja. Det var sandsynligvis en ringborg med palisader. Saxo beskriver et drejelig trætårn, men der er ingen arkæologiske tegn på en sådan konstruktion. Harald Kesja plyndrede i store områder, hvilket var en af årsagerne til, at han ikke blev valgt som konge efter far, Erik Ejegod, der døde i 1103. I stedet blev hans onkel, Niels af Danmark, valgt som konge i 1104. I 1133 blev Haraldsborg belejret af Haralds halvbror Erik Emune, og blev erobret efter en blide var blevet bygget til angrebet. Bliden var ganske ny krigsteknologi i Danmark på dette tidspunkt, og tyske købmænd fra Roskilde blev derfor sat til at hjælpe. Harald hævnede sig herefter på alle tyskere i Roskilde, ved at skære næserne af dem.
I 1400-tallet blev der opført en ladegård eller lensgård på stedet.
Haraldsborg var en del af af dronning Dorotheas medgift i 1445, da hun blev gift med Christoffer af Bayern.
Henrik Christian Behrmann påstår at de sidste rester af Haraldsborg blev ødelagt af tyske soldater under grevens fejde i 1534.

### Vandmøllen
En vandmølle ved Haraldsborg liver nævnt første gang i 1295, hvor Erik Menved overdrog den til Sankt Agnete Kloster i Roskilde. Den overgik seere til Duebrødre Kloster. Vandmøllen kan også se på det ældste kendte kort over Roskilde. I 1677 refererer Rosen til Haralds Mølle, og i 1753 bliver den omtalt som Haraldsborg Mølle i 1753. Vandmøllen og den tilhørende firelængers bygning blev ødelagt af en brand i 1909.

### Haraldsborg Husholdningsskole
I 1910 blev Haraldsborg omdannet til en husholdningsskole. Haraldsborg Husholdningsskole blev ledet af Anna Bransager Nielsen oge efter få år var den vokset til at blive en af de største i landet. Den lukkede i 1954. Roskilde Kommune købte bygningen i 195 og ombyggede den til seniorboliger. Den blev senere ombygget til psykiatriske patienter, og har også huset asylansøgere.
Haraldsborg blev købt af Winnie Liljeborg i 2014 og bygningen er siden ombygget til julemærkehjem.

## Haraldsborg-skatten
Haraldsborg-skatten blev fundet på stedet i 1800-tallet. Den består af det ældste altersæt i Danmark i form af en bronzekalk og alterdisk, samt låget af en orientalsk sølvskål. Derudover blev der fundet over 600 mønter fra Erik Emunes regeringstid.